# الشتات المجري

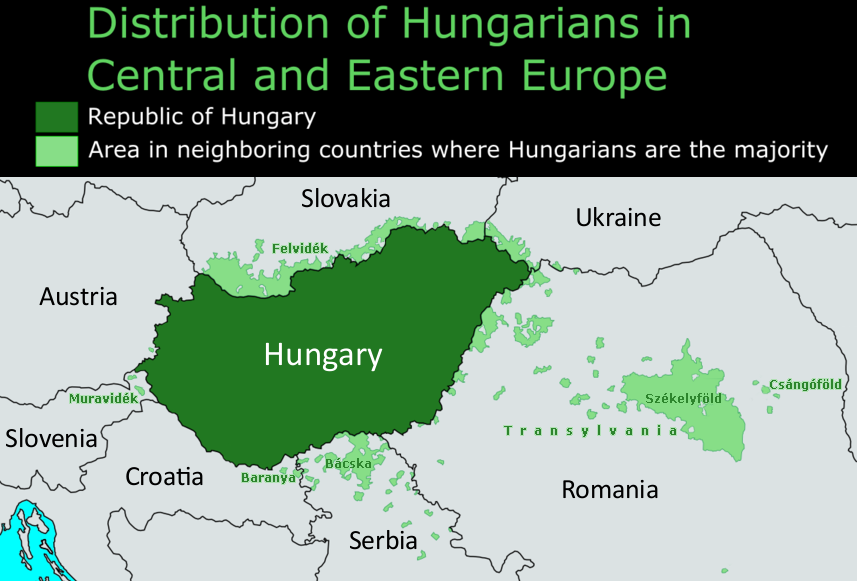

الشتات المجري (Magyar diaszpóra) هو مصطلح يشير للأشخاص المنتمين للعرقية المجرية خارج المجر الحالية.